# グラビ・ギャング

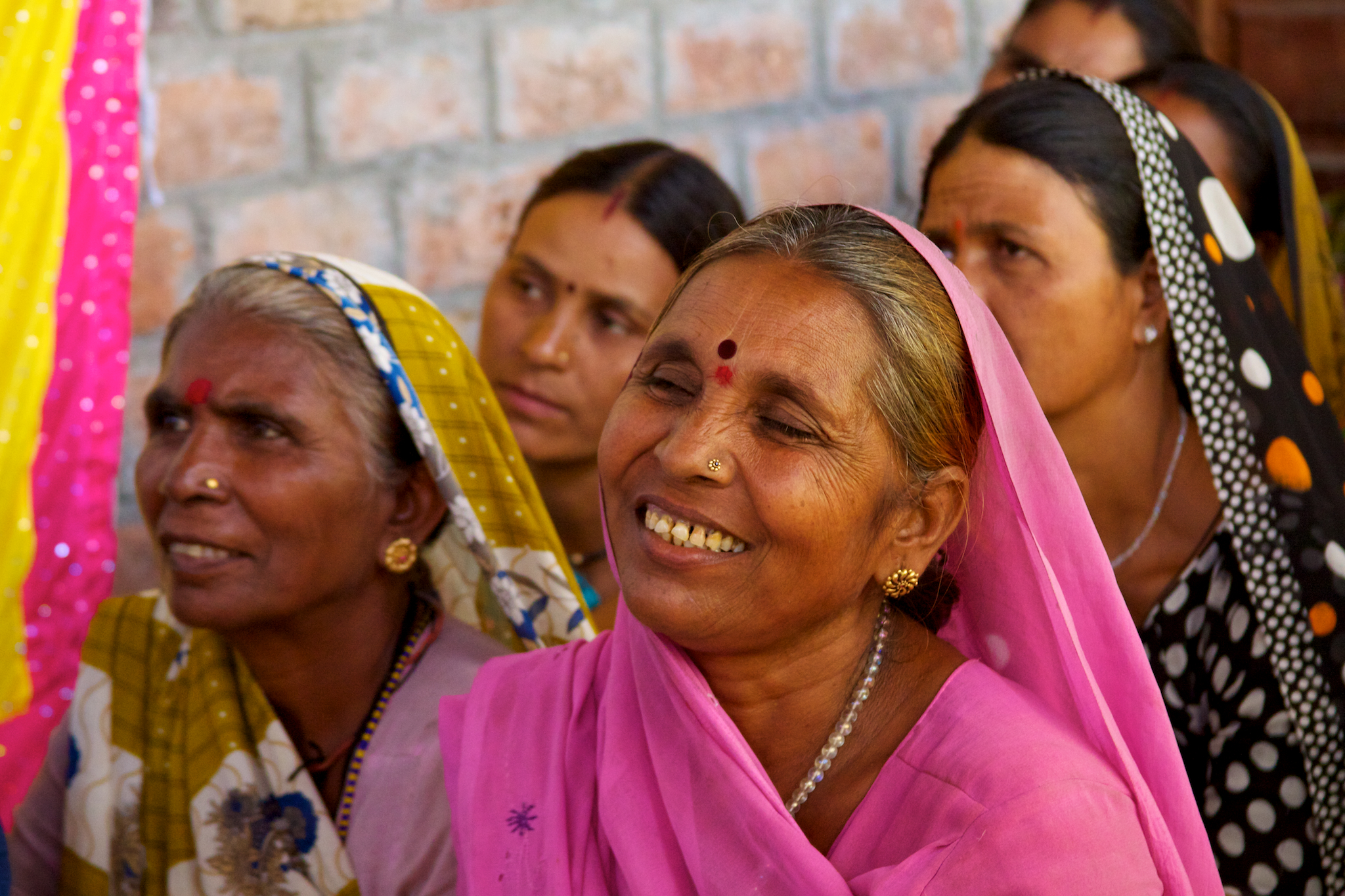
マディヤ・プラデーシュ州に集まる女性たち

グラビ・ギャング（Gulabi Gang）は、ヒンドゥー社会における被差別民であるダリット女性を中心としたインドの自警団である。女性に対する家庭内暴力（DV）や性暴力、またそれらがカースト制度、政治的な汚職や性差別などによって対処されないことへの反応として、ウッタル・プラデーシュ州バーンダー県で活動が始まった。当初はサンパット・パル・デヴィが指揮していた 。
Gulabiはヒンディー語で「ピンク」を意味し、主に18歳から60歳までの女性で構成されている。メンバーがピンク色のサリーを纏うことから、この名前がついた。2010年以降、北インド全域に広がり、路上での活動と地方政治での活動を両方行っており、活発な直接行動を行うことで知られている。

## 概要
グラビ・ギャングの非公式の本拠地であるバーンダー県のBadausaは、ダリットの人が多く住み、2003年のインド政府による開発計画において後進的な地区として指定されている。警察が家庭内暴力の通報に対処しないことへの抗議として、サンパット・パル・デヴィが2006年に立ち上げた。メンバーのほとんどは低いカーストの出身か、カーストの外側にいるダリット（不可触民）の出身である。主に、インド内で最も貧困がひどい地区で、教育や貧困に関わる活動を行うことが多い。メンバーの人数は、2014年の時点でアルジャジーラ紙は40万人、ヒンドゥスタン・タイムズは27万人と推定した。グラビ・ギャングはラティと呼ばれる竹棒を持ち、時には性犯罪者に対して行う暴力的な直接行動で話題となったが、ほとんどの場合はデモや占拠などの非暴力的な戦略を用いる。また、加害者や汚職に手を染める警察官を公に非難して辱めるなどの戦術を取ることもある。

## 活動内容
グラビ・ギャングは、カーストに関わらず、あらゆる女性の権利を守るために活動する事をモットーとしている。女性に対する暴力の廃絶を目指し、相談を受けた個別の問題に対する対処の他に、女性の経済的な自立のための教育機会の提供や自衛を教えたりもしている。
DVの加害者との対峙、児童婚を未然に防ぐ、ダウリー死に対する抗議を行うなど、時には武力行使を厭わない態度での活動で知られている。また、地域のための活動を幅広く行っており、貧困地区や農村部へ食物を供給したり、夫と死別し経済的な支えがない人などへの定期的な金銭扶助を行ったりしている。自助グループも存在し、職が必要なメンバーに農作物の販売や縫製の仕事を提供したり、物品の交換などを行っている 。2008年にはバンダー県に学校を建設し、およそ400人の女学生が通っている。
また、女性に対する暴力の問題だけでなく、ギャングの活動の成功を聞きつけた地域の男性たちの依頼を受け、あらゆる人権問題や、男性が経験する抑圧に対する活動も行うことで知られる。バーンダー県で7000人の農家が農作物の不作に対する補償を求めたデモ活動を行った際は、男性たちの依頼を元にグラビ・ギャングも連帯として参加した。。中には、政府の政府の汚職、児童婚、ダウリー死などの問題において連帯を示す男性メンバーも含まれる。
また、政治家や政府団体と協力するよりも独自の自警活動を行うことを重要視している。2010年には、インドにおいて議席の33％を女性の議員と定める法律ができたものの、女性の議員も汚職をする可能性があるとして、直接行動を用いた自警を続けている。創始者のパルは、グラビ・ギャングは典型的なギャングとは違い、「正義のためのギャング」だと主張する。彼女は、12歳の時に自らが児童婚を強いられた経験を元に、グラビ・ギャングを立ち上げることを決めたと語る。パルは2014年には、自分に関連する問題に優先的に資金を回すなど、不適切な予算の使用の疑いからリーダーの座を退いた。パルはこの疑いを否定し、ギャングとはいまだに関わりを持っている。
創始者のパルは、「はい、私たちはレイプ犯とラティ（訳注：インドの棒術で使われる竹棒）を用いて戦います。犯人を見つけた際は、彼が二度と少女や女性にそのような事をする気がおきないよう、黒く、青くなるまで打ちのめします。」と語った。パルの後にギャングの指揮を取ることとなったスマーン・シンは「女性がグラビ・ギャングのメンバーになろうと考えるのは、彼女が不正義を経験し、抑圧され、他の手段が考えられないからです。私たちの女性たちは皆、男性に立ち向かうことができ、もし必要ならばラティを用いて反撃を行います」と語っている。

## 評価
グラビ・ギャングの活動はメディアの記事や口伝えで広く知られるようになった。噂を聞きつけた女性がギャングに暴力被害についての相談を持ちかけると、まずはギャングが警察に対処するよう要求し、警察が対処をしない場合、自ら行動に移すことがある。創設初期の頃は、汚職に関連した警察や政府団体に対して武力行使を行うこともあったが、地元警察には「ギャングは良い活動をしていて、ある意味では警察の問題解決の助けとなっている」と支持されている。
グラビ・ギャングはこれまでの社会活動の功績を元に複数の賞を受賞している。また、非営利団体のIT関連を支援する企業VitalectとNGO支援企業Social Solution India (SSI)が企業パートナーとして活動を支援している。

## 一部活動歴
- 2007年6月、農村部の住民に低価格で日用品や食品を提供する政府直営店で、提供されるはずであった物資が店頭に見られないとの通報を受け、グラビ・ギャングは独自に調査を始めた。結果、提供されるはずであった穀物がトラックに乗せられ、市場で転売されていることを突き止めた。パルとギャングは証拠を地元警察と政府に提供し、穀物などが返還されることを要求したが、地元警察と政府は通報を無視した。この事件でギャングの評判が知られるきっかけとなった[12]。
- 2007年、ダリットの女性がより高いカーストに所属する男性にレイプされたにもかかわらず、事件化されなかった。これに対して抗議を行った近隣の村民や家族が多く警察に捕まり、収容された。これを受けてグラビ・ギャングは警察署に突撃し、抗議をして逮捕された人の解放を要求した。また、高いカーストに所属するレイプ犯に対して法的対処をするように警察に求め、警察がそれを拒否したため、警察官たちを攻撃した。これを機に、グラビ・ギャングは場合によっては暴力を用いてでも性暴力と戦うことで知られるようになった[12]。
- 2008年には、賄賂を受け取るために意図的にバーンダー県の電力を停止した電力支局に突撃し、停電を解消させた[23]。
- 2011年には、バーンダー県の17歳の少女が集団強姦の被害を受け、警察に告発にいったところ少女が逮捕される事件があった。レイプ犯の一人に議員が含まれており、先に警察署ついた彼が少女の逮捕を要求していた。少女の父親がグラビ・ギャングに助けを求め、ギャングは大きなデモを警察署と議員の自宅の二箇所で行った[3]。